# (4598) Coradini
(4598) Coradini es un asteroide perteneciente al cinturón de asteroides, descubierto el 15 de agosto de 1985 por Edward Bowell desde la Estación Anderson Mesa (condado de Coconino, cerca de Flagstaff, Arizona, Estados Unidos).

## Designación y nombre
Designado provisionalmente como 1985 PG1. Fue nombrado Coradini en honor de los hermanos astrónomos italianos Angioletta Coradini y Marcello Coradini, promotores activos del desarrollo de ciencias planetarias en Europa, particularmente en Italia, durante los últimos veinte años. 

## Características orbitales
Coradini está situado a una distancia media del Sol de 2,998 ua, pudiendo alejarse hasta 3,322 ua y acercarse hasta 2,674 ua. Su excentricidad es 0,108 y la inclinación orbital 9,921 grados. Emplea 1896 días en completar una órbita alrededor del Sol.

## Características físicas
La magnitud absoluta de Coradini es 12,3. Tiene 11,378 km de diámetro y su albedo se estima en 0,18.